# Бонковець (Лодзинське воєводство)
Бонковець (пол. Bąkowiec) — село в Польщі, у гміні Ґрабиця Пйотрковського повіту Лодзинського воєводства.
У 1975—1998 роках село належало до Пйотрковського воєводства.